# Ангольская древесница
Ангольская древесница (лат. Leptopelis anchietae) — вид бесхвостых земноводных семейства пискуньи. Эндемик Анголы. Состоит в тесном родстве с камерунской древесницей (Leptopelis nordequatorialis, ранее Leptopelis anchietae nordequatorialis) и Leptopelis oryi.

## Внешний вид и строение
Коричневые спина и ноги. Ноги испещрены белыми пятнами, а бока головы и тела более темного коричневого цвета. У самцов этого вида есть грудные железы. Камерунская древесница и другие представители рода Leptopelis разделяют эту характеристику. Функция грудных желез неизвестна, но они состоят из желез, подобных железкам в брачных мозолях, присутствующих у многих видов земноводных. Поэтому ученые предполагают, что грудные железы играют роль в процессе спаривания лягушек.

## Этимология
Лягушка была названа в честь Хосе Альберто де Оливейры Анчиеты, португальского натуралиста девятнадцатого века, собравшего множество биологических образцов в Анголе и Мозамбике, Хосе Висенте Барбозой дю Бокажа, португальским зоологом, который переписывался с Анчиетой. Голотип ангольской древесницы погиб во время пожара 1978 года.

## Экология
Существует мало записей о популяционном диапазоне или поведении ангольской древесницы. Ученые полагают, что она наиболее распространена на средних высотах около 1000 м. Другие виды Leptopelis закапывают свои яйца в иловые гнезда около воды, поэтому ученые подозревают, что ангольская древесница может делать то же самое.